# Solonovka
Solonovka (en rus: Солоновка) és un poble de l'óblast de Tiumén, a Rússia, que en el cens del 2010 tenia 32 habitants.